# (32969) Motohikosato
1996 PP9 (asteroide 32969) é um asteroide da cintura principal. Possui uma excentricidade de 0.20730720 e uma inclinação de 5.65144º.
Este asteroide foi descoberto no dia 6 de agosto de 1996 por Tomimaru Okuni em Nanyo.